# Samba (película de 2014)
Samba es una película de drama-comedia francesa coescrita y dirigida por Olivier Nakache y Éric Toledano. Es la segunda colaboración entre Omar Sy y los directores Nakache y Toledano después de la película Intouchables (2012).
La película se estrenó el 7 de septiembre, en el Festival Internacional de Cine de Toronto de 2014. Fue estrenada el 15 de octubre de 2014 en Francia, y el 24 de julio de 2015 en Estados Unidos.

## Sinopsis
Samba Cissé (Omar Sy), es un inmigrante senegalés que llega a Francia, a trabajar de lavaplatos en un hotel. En un resbalón burocrático se ordena su deportación, y con la ayuda de una agente de inmigración, (Charlotte Gainsbourg),  lucha para quedarse en Francia.

## Reparto
- Omar Sy como Samba Cissé.
- Charlotte Gainsbourg como Alice.
- Tahar Rahim como Wilson.
- Izïa Higelin como Manu.
- Hélène Vincent como Marcelle.
- Liya Kebede como Magali.
- Olivier Nakache como el anfitrión de club.
- Eric Toledano como el bartender.

## Recepción
La película generó críticas mixtas. En Tomates Podridos ha recibido críticas positivas del 50%, con 5.5 de puntaje sobre 10.
Peter Debruge de la revistaVariety dice que la película "es elegante, e interesante filme francés de alto presupuesto", diciendo que Omar Sy es una de las personalidades francesas con mejor magnetismo en pantalla". Sam Woolf también elogió el filme.
Aun así, Jordan Mintzer del sitio Hollywood Reporter criticó la trama de la película: "el mensaje de la película se pierde entre tantas circunstancias artificiales.", crítica similar a la que le otorgó Mark Adams."

## Premios y nominaciones
| Año  | Categoría                           | Resultado |
| ---- | ----------------------------------- | --------- |
| 2014 | Premio del público - Mejor película | Nominada  |

| Año  | Categoría               | Nominado     | Resultado |
| ---- | ----------------------- | ------------ | --------- |
| 2015 | Mejor actriz secundaria | Izïa Higelin | Nominada  |

| Año  | Categoría          | Resultado |
| ---- | ------------------ | --------- |
| 2015 | Premio del Público | Nominada  |